# 中川諒子
中川 諒子（なかがわ りょうこ、1984年5月29日 - ）は、熊本市出身の元重量挙げ選手、元自転車競技選手、女子競輪選手。日本競輪選手会熊本支部所属。現姓、吉成。日本競輪学校（当時。以下、競輪学校）102期生。ホームバンクは熊本競輪場。師匠は藤原憲征（85期）。
実兄は競輪学校85期生の中川誠一郎、夫は同92期生の吉成晃一、叔父は同23期生の瀬口孝一郎（引退）、従兄は同77期生の瀬口慶一郎で、いずれも競輪選手。きょうだいは、誠一郎のほか2歳上の姉がいる。

## 来歴
叔父が競輪選手であったこともあり、幼い頃から競輪のことを知っており、競輪選手に憧れたこともあったが当時はガールズケイリンがなかったこともあり断念、ただ熊本県立第一高等学校時代は何かスポーツをしたいと考え、思いつきで重量挙げを始める。その後早稲田大学教育学部に進学、大学でも競技を継続し2006年、重量挙げの全日本学生選抜選手権・69kg級で、当時の同大会新記録をマークして優勝。大学卒業後はJR九州に就職し、車掌などの業務をこなしていた。
ある日、姉からの電話でガールズケイリンが再開するというニュースを伝えられ一念発起、ガールズケイリン選手を目指すことになる。だが、兄の誠一郎は協力はしてくれたものの既に競輪選手として活躍しており、本業（あっせん）もあるため付きっきりで指導を受けるわけにはいかず、仕方なくインターネットで検索していると、弥彦競輪場が「CLUB SPIRITS」というサイクリングクラブを2010年に発足したことを知る。ちょうど誠一郎とは競輪学校同期の藤原憲征が新潟支部所属であったこともあり、兄の紹介で藤原に弟子入り。単身で新潟に乗り込み、そこで同じくガールズケイリン選手を目指す加瀬加奈子、藤原亜衣里、田中麻衣美の3人とともに、共同生活をスタートさせた。
2011年2月25日、第1回競輪学校女子第1回試験に合格。ガールズケイリン1期生として、また競輪学校102期生として入学。在校時の競走成績は26勝を挙げ、第3位。
2012年5月1日、日本競輪選手会新潟支部所属の競輪選手として登録された。7月8日、京王閣競輪場でデビュー、逃げ切り勝ちを収めデビュー戦で初勝利。初優勝は3場所目となる8月15日の平塚競輪場で挙げた。10月23日、12月28日に開催される第1回ガールズグランプリ出場選手に選出され、結果4着。
在学中からナショナルチームの活動にも参加し、世界選手権、ワールドカップなど海外遠征も経験。デビュー後も暫くはナショナルチームとしての活動も継続しており、2013年の第33回アジア自転車競技選手権大会ではチームスプリント2位となる。
2017年1月6日、出身地であり、兄も所属する熊本支部へ移籍。また入籍日は不明だが、同じく競輪選手の吉成晃一（92期）と結婚。6月30日付の広報KEIRIN第111号にて氏名変更が公示され吉成姓となったが、レースでは旧姓で参加を続けている。
第一子を妊娠したため2021年7月のガールズケイリンフェスティバル終了後から産休に入り、翌2022年2月に第一子である女児を出産。暫くは子育てのため競走参加は控えていたが、2023年4月13日からの岸和田FII（ミッドナイト）にて、同じく産休中であった三宅愛梨とともにレース復帰した。兄の誠一郎によると、諒子が競走に参加するときは娘（誠一郎の姪）を自分（誠一郎）の家に預けていく、とのこと。同年7月1日の四日市FIでは久々に決勝戦に進出し2着と健闘した。
第二子を妊娠したため2023年9月から産休に入り2024年に長男を出産後、2025年3月よりレースに復帰。